# Violetta Kólobova
Violetta Vitálievna Kólobova –en ruso, Виолетта Витальевна Колобова– (Nizhny Nóvgorod, 27 de julio de 1991) es una deportista rusa que compite en esgrima, especialista en la modalidad de espada. Está casada con el luchador Roman Vlasov.
Participó en tres Juegos Olímpicos de Verano, obteniendo una medalla de bronce en Río de Janeiro 2016, en la prueba por equipos (junto con Liubov Shutova, Tatiana Logunova y Olga Kochneva), el cuarto lugar en Londres 2012 y el octavo en Tokio 2020, en la misma prueba.
Ganó tres medallas en el Campeonato Mundial de Esgrima entre los años 2013 y 2019, y ocho medallas en el Campeonato Europeo de Esgrima entre los años 2011 y 2019.

## Palmarés internacional
| Juegos Olímpicos   | Juegos Olímpicos        | Juegos Olímpicos  | Juegos Olímpicos   |
| Año                | Lugar                   | Medalla           | Prueba             |
| ------------------ | ----------------------- | ----------------- | ------------------ |
| 2016               | Río de Janeiro (Brasil) | Medalla de bronce | Espada por equipos |
| Campeonato Mundial |                         |                   |                    |
| Año                | Lugar                   | Medalla           | Prueba             |
| 2013               | Budapest (Hungría)      | Medalla de oro    | Espada por equipos |
| 2014               | Kazán (Rusia)           | Medalla de oro    | Espada por equipos |
| 2019               | Budapest (Hungría)      | Medalla de plata  | Espada por equipos |
| Campeonato Europeo |                         |                   |                    |
| Año                | Lugar                   | Medalla           | Prueba             |
| 2011               | Sheffield (Reino Unido) | Medalla de plata  | Espada por equipos |
| 2012               | Legnano (Italia)        | Medalla de oro    | Espada por equipos |
| 2014               | Estrasburgo (Francia)   | Medalla de plata  | Espada por equipos |
| 2015               | Montreux (Suiza)        | Medalla de oro    | Espada individual  |
| 2017               | Tiflis (Georgia)        | Medalla de oro    | Espada individual  |
| 2017               | Tiflis (Georgia)        | Medalla de plata  | Espada por equipos |
| 2018               | Novi Sad (Serbia)       | Medalla de bronce | Espada individual  |
| 2019               | Düsseldorf (Alemania)   | Medalla de plata  | Espada por equipos |